# Жути цар
Жути цар, Жути владар или Хуанг Ди, (кин: 黄帝) је легендарни кинески суверен и народни јунак за кога се говори да је предак свих Хан Кинеза. Према кинеској традицији он је један од Пет царева, који је владао од 2698. п. н. е. до 2599. п. н. е.

## Живот
Према древној кинеској историји и легенди, Хуанг Ди, Жути цар, је живео у 27. веку пре нове ере. Он је био син (енгл. Shao-dian-а) чије је племе окупирало централну равницу Кине. На дан његовог рођења (енгл. Xuanyuan Hill), његова мајка Фубао је тврдила да је видела треперење светла на небу око сазвежђа Великог Медведа.
Жути цар је живео у време сталних племенских ратова. Кина је била састављена од преко 40 племена, од којих је свако имало своје обичаје и језик. Жути цар је има за циљ да уједини Кину и развијао је снажну и велику војску. У значајној бици код Банчуна, он је победио Шен Нонг Шиа и владао је као Господар светских-територија које су се протезале до мора на истоку, до Гансуа на западу, да Хебеја на северу и реке Јангце на југу.
У завршној бици код Џоулоуа, Жути цар се борио са Ци Јоу-ом, источним царем из Миао племена. У условима густе магле која је прекрила земљу пет миља око бојног поља Жути цар није могао да победи Ци Јоу-а и његову војску. Жути цар и његова војска и даље је наставила са поразима нанетим од стране војске Ци Јоу-а, што је довело до предаје.
Народна предаја која је уследила и повлачење Жутог цара на запад након рата против источног цара Ци Јоу-а, историчари виде као стварање нације Хан Кинеза.

## Дело
Жутом цару се, међу бројним достигнућима, приписује откриће принципа Традиционалне кинеске медицине. Неи Ђинг (кин: 内 经, Медицински канон Жутог цара), је наводно написан у сарадњи са његовим лекарем Ки Боом. Међутим, модерни историчари углавном тврде да је он био састављен на основу древних списа од стране научника који је живео у периоду између династија Џоу и Хан, више од 2.000 година касније.
Његово занимање за природно здравље, као и спречавање и лечење болести се сматра разлогом што је живео 111 година, односно што је стекао бесмртност након своје физичке смрти. Према легенди његова супруга Луо Цу је научила Кинезе да праве свилу од свилених буба, а његов историчар Цанг Ђије је створио прве знакове кинеског писма.
Легенда каже да је Жути цар измислио магични компас за време битке против Чи Јоу који је користио пешчану олују и густу маглу да би камуфлирао своју војску. Захваљујући компасу, Жути цар је открио где се Чи Јоу налази и тако га победио. Покретна столица у његовој кочији је такође била компас који би увек показивао на југ, који Кинези увек сматрају добрим фенг шуи. За њега се такође говори да је играо улогу у стварању гукина, заједно са Фу Хсијем и Шенонгом као и да је измислио најстарији облик кинеског календара, па се данашњи сексагесимални циклуси броје на основу његове владавине.
Стварно постојање Жутог цара је, у најбољем случају, нејасно? Период његове владавине претходи писаној кинеској историји за више од хиљаду година. Зато се претпоставља да су приче о његовим подвизима можда биле преувеличане.